# Shlohmo
Shlohmo, właściwie Henry Laufer (ur. 3 stycznia 1990) – amerykański producent muzyczny pochodzący z Los Angeles. Jego muzyka łączy w sobie elementy glitch-hopu, future garage'u i post dubstepu.

## Kariera
Jest samoukiem, muzykę zaczął tworzyć kiedy miał 14 lat. Dorastał słuchając DJ Shadow, Amon Tobin, M83. W wieku 19 lat odbył staż w Dublab.com i wypuścił za darmo swoją EP-kę „Shlomoshun”. Po niedługim czasie odezwał się do niego właściciel wytwórni Friends of Friends, z którą do dziś jest związany. Następnie zadebiutował albumem „Bad Vibes”, wydanym przez tę wytwórnię w 2006 r. W 2008 roku został współzałożycielem kolektywu Wedidit Collective.

## Dyskografia

### Albumy
- Shlomoshun Delux (2010)
- Bad Vibes (2011)
- Dark red (2015)
- The End (2019)

### EP'ki
- Shlo-Fi (2009)
- Vacation (2012)
- Laid Out (2013)

### Remiksy
- "Sky Raper (Shlohmo Remix)" – Comfort Fit (2010)
- "Shell of Light (Shlohmo Remix)" – Burial (2011)
- "Changes (Shlohmo Remix)" – LOL Boys (2012)
- "Crew Love (Shlohmo Remix)" – Drake ft. The Weeknd (2012)
- "Sleepless (Shlohmo Remix)" – Flume (2012)
- "Forget (Shlohmo Remix)" – Lianne La Havas (2012)
- "Colour & Movement (Shlohmo Remix)" – Ryan Hemsworth (2012)
- "Fuck U All The Time (Shlohmo Remix)" – Jeremih (2012)